# Karl-Erik Tallmo
Karl-Erik Tallmo, född 15 juli 1953 i Karlskoga, är en svensk journalist, författare och musiker.
Tallmo startade 1995 en av Sveriges första kulturtidskrifter på webben, The Art Bin. Han har  skrivit böckerna En fingerborg fylld av säsongens regn (1990), recenserad av Dagens Nyheter, och Iakttagarens förmåga att ingripa (e-roman 1993).

## Diskografi
- 1975 – Iskra: Jazz I Sverige '75 (foto)
- 1976 – Vargavinter: Vargavinter (foto)
- 2008 – Molly B. whips it out, text & sounds by Karl-Erik Tallmo (Nisus, eget bolag)